# Junkers A 32
Die Junkers A 32 war ein Mehrzweckflugzeug des deutschen Herstellers Junkers aus den 1920er-Jahren. Es war als einmotoriger Tiefdecker ausgelegt und konnte drei Personen aufnehmen. Da sich keine Käufer fanden, endete die Produktion bereits nach zwei Exemplaren.

## Geschichte
Mitte der 1920er-Jahre begann Junkers mit der Entwicklung eines neuen Mehrzweckflugzeugs. Es sollte in der Lage sein, als Post-, Kurier- oder Luftbildvermessungsflugzeug eingesetzt zu werden. Auf eine geschlossene Kabine wurde dabei verzichtet. Dank eines leistungsstarken 12-Zylinder-Motors gehörte es zu den schnelleren Flugzeugen seiner Zeit. 1926 wurde es als A 32 der Öffentlichkeit vorgestellt. Im gleichen Jahr begannen die Erprobungen.
Das Flugzeug erwies sich als zu teuer für die kleinen Fluggesellschaften, für die es entwickelt worden war. Die beiden einzigen gebauten Maschinen blieben daher im Besitz des Herstellers und dienten ausschließlich zu Testzwecken.

## Konstruktion
Die A 32 war ein als Tiefdecker ausgelegtes Ganzmetallflugzeug mit Wellblechbeplankung. Wie zuvor bei der Junkers T 29 waren die über die ganze Spannweite reichenden Querruder als Junkers-Doppelflügel ausgebildet. Es bot Platz für einen Piloten und zwei Passagiere auf hintereinander liegenden offenen Sitzen. Der hinterste Sitz war so angeordnet, dass Luftbildaufnahmen problemlos möglich waren.
Ursprünglich kam ein 331 kW starker V-Motor BMW VI L-1 zum Einsatz. Später wurde er durch den neu entwickelten Junkers L 55 ersetzt. Die A 32 waren die ersten Junkers-Flugzeuge, die mit einem V-Motor ausgerüstet waren.

## Technische Daten
| Kenngröße             | Daten                                                |
| --------------------- | ---------------------------------------------------- |
| Besatzung             | 1                                                    |
| Passagiere            | 2                                                    |
| Länge                 | 11,10 m                                              |
| Spannweite            | 17,82 m                                              |
| Höhe                  | 3,38 m                                               |
| Flügelfläche          | 41,00 m²                                             |
| Flügelstreckung       | 7,7                                                  |
| Leermasse             | 1860 kg                                              |
| Zuladung              | 865 kg                                               |
| Startmasse            | 2725 kg                                              |
| Flächenbelastung      | 68,10 kg/kW                                          |
| Leistungsbelastung    | 8,30 kg/m²                                           |
| Triebwerk             | ein Zwölfzylinder-V-Motor BMW VI mit 441 kW (600 PS) |
| Höchstgeschwindigkeit | 220 km/h                                             |
| Reisegeschwindigkeit  | 185 km/h                                             |
| Gipfelhöhe            | 6000 m                                               |